# Теорема Фрухта

Граф Фрухта, 3-регулярний граф, група автоморфізму якого реалізує тривіальну групу.

Теорема Фрухта є теоремою в алгебричній теорії графів, висловленої в 1936 році Денешем Кенігом і доведеною Робертом Фрухтом в 1939 році. Вона стверджує, що будь-яку скінченну групу можна представити, як групу симетрій скінченного неорієнтованого графу. Більше того, для будь-якої скінченної групи G існує нескінченно багато неізоморфних простих зв'язних графів, для яких група автоморфізму кожного з них ізоморфна G.

## Доведення
Доведення полягає в тому, що граф Келі G, з додаванням кольорів і орієнтацій на його ребрах, має бажану групу автоморфізму. Тому, якщо кожне з цих ребер замінено на відповідний субграф, так що кожний підграф заміни асиметричний, а дві заміни ізоморфні тоді і тільки тоді, коли вони замінюють ребра одного кольору, то неорієнтований граф, створений за допомогою цих замін, також буде мати G як свою групу симетрії.

## Розмір графа
За винятком трьох циклічних груп (порядків 3, 4 і 5) — кожну групу можна представити як симетрію графа, вершини якого мають лише дві орбіти.

## Спеціальні види графів
Існують інші інтерпретації теореми Фрухта, які показують, що деякі обмежені види графів все ще містять достатньо графів для реалізації будь-якої групи симетрії. Наприклад, граф Фрухта, 3-регулярний граф з 12 вершинами і 18 ребрами, не має нетривіальних симетрій, що забезпечує реалізацію цього типу для тривіальної групи. З того факту, що кожен граф може бути реконструйований з часткової множини впорядкування його ребер і вершин, то кожен кінцевий порядок еквівалентний теоремі Біркгофа про скінченну розподільну решітку, кожна група може бути реалізована як дистрибутивна ґратка, а граф ґратки- медіанний граф. Кожну скінченну групу можна реалізувати як групу симетрій сильно регулярного графа. Кожну скінченну групу також можна реалізувати як симетрії графа з числом 2: можна (неправильно) розфарбувати граф двома кольорами, щоб жодна з симетрій графа не зберегла забарвлення.
Проте деякі важливі класи графів не здатні реалізувати всі групи як свої симетрії. Каміль Жордан охарактеризував групи симетрії дерев як найменшу сукупність скінченних груп, що є тривіальними групами. У загальному випадку, будь-яка група графів з замкнутою структурою не здатна представити всі скінченні групи симетріями її графів.